# Georges Serraz
 (décembre 2011).
Si vous disposez d'ouvrages ou d'articles de référence ou si vous connaissez des sites web de qualité traitant du thème abordé ici, merci de compléter l'article en donnant les références utiles à sa vérifiabilité et en les liant à la section « Notes et références ».
Georges Serraz, né le 13 janvier 1883 à Is-sur-Tille et mort le 20 juin 1964 dans le 14e arrondissement de Paris, est un peintre et sculpteur français, d'origine savoyarde. Il est le père de Michel Serraz. 

## Biographie
Georges Serraz fait ses études à l'École des Beaux Arts de Besançon, après avoir été peintre aux alentours de 1914, il devient sculpteur, plus particulièrement en art religieux puis commence sa carrière d'artiste de portraits.
C'est en 1930 que Georges Sera acquiert une résidence à Villotte-sur-Ource où il travaille. Georges possède des ateliers à Dijon, puis à Paris. Il conçoit des statues monumentales comme la Vierge du Mas Rillier sur la commune de Miribel, la statue du Christ-Roi des Houches, le baptistère de Grancey-le-Château.
Il meurt le 20 juin 1964 et repose au cimetière de Villotte-sur-Ource avec ses deux épouses.

## Œuvres
- Sculpture de saint Joseph, sur le portail de l'église paroissiale Saint-Joseph de Villemeuve-la-Garenne.
- Sculpture de saint Jean Bosco, sur le portail de l'église Saint-Jean-Bosco à Paris.
- Relief : Chemin de Croix, église paroissiale Saint-Jean-Baptiste du Plateau à Ivry-sur-Seine.
- Diorama en 19 scènes sur la vie de Saint Jean-François Régis à Lalouvesc en Ardèche.
- Diorama sur la vie de sainte Marguerite-Marie Alacoque - au sanctuaire de Paray-le-Monial.
- Statue du Christ en façade de l'Abri des pèlerins du Sanctuaire de Paray-le-Monial.
- Statue du Christ bénissant, sur la façade  de l'église du Christ-Roi de Wattrelos.
- Statue du Christ au tombeau, de l'église Saint-Yves de La Courneuve. Cette même œuvre figure sous le nom de "descente de croix" ou "pietà" dans deux églises parisiennes :  Saint-André de l'Europe (8e arrondissement) et Notre-Dame-du-Travail (14e arrondissement). Elle a aussi été érigée sur sa tombe à Villotte-sur-Ource (Côte d'Or). L'original se trouve à Grancey-le-château.
- Statue de la Vierge à l’Enfant, datée des années 1930-1950, église Anastasis à Saint-Jacques-de-la-Lande.
- Monument aux morts de Morteau[4] avec Louis Hertig.
- Statue de Saint-Louis sur la porte de la chapelle Saint-Louis d'Alfortville[5].
- Statue de Sainte Odile en façade de l'église Sainte-Odile d'Antony (dite Chapelle Sainte-Odile)  à Antony Hauts-de-Seine

## Galerie

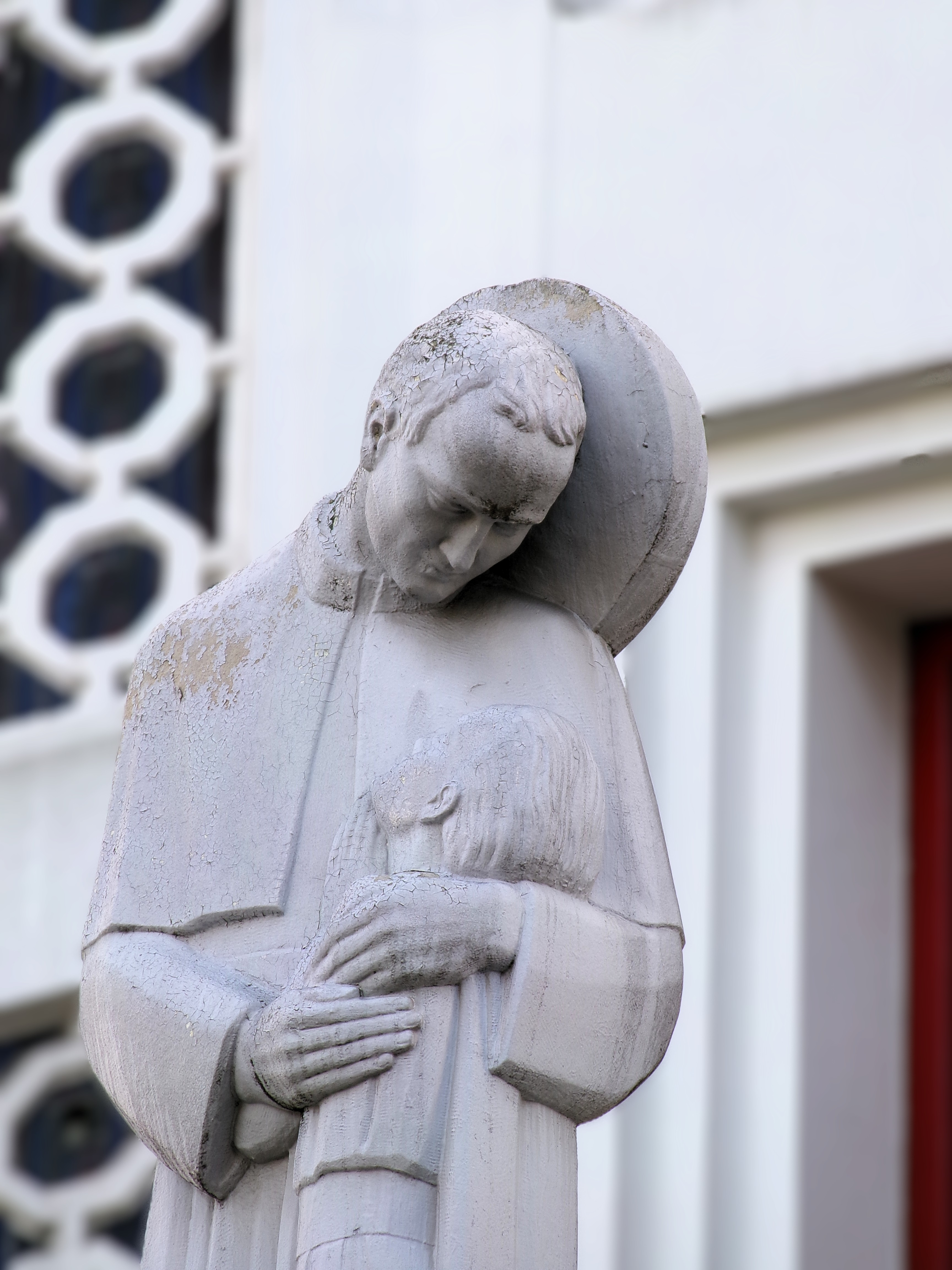
Sculpture de saint Jean Bosco.